# 卡希 (阿塞拜疆)
41°25′21″N 46°55′27″E / 41.42250°N 46.92417°E

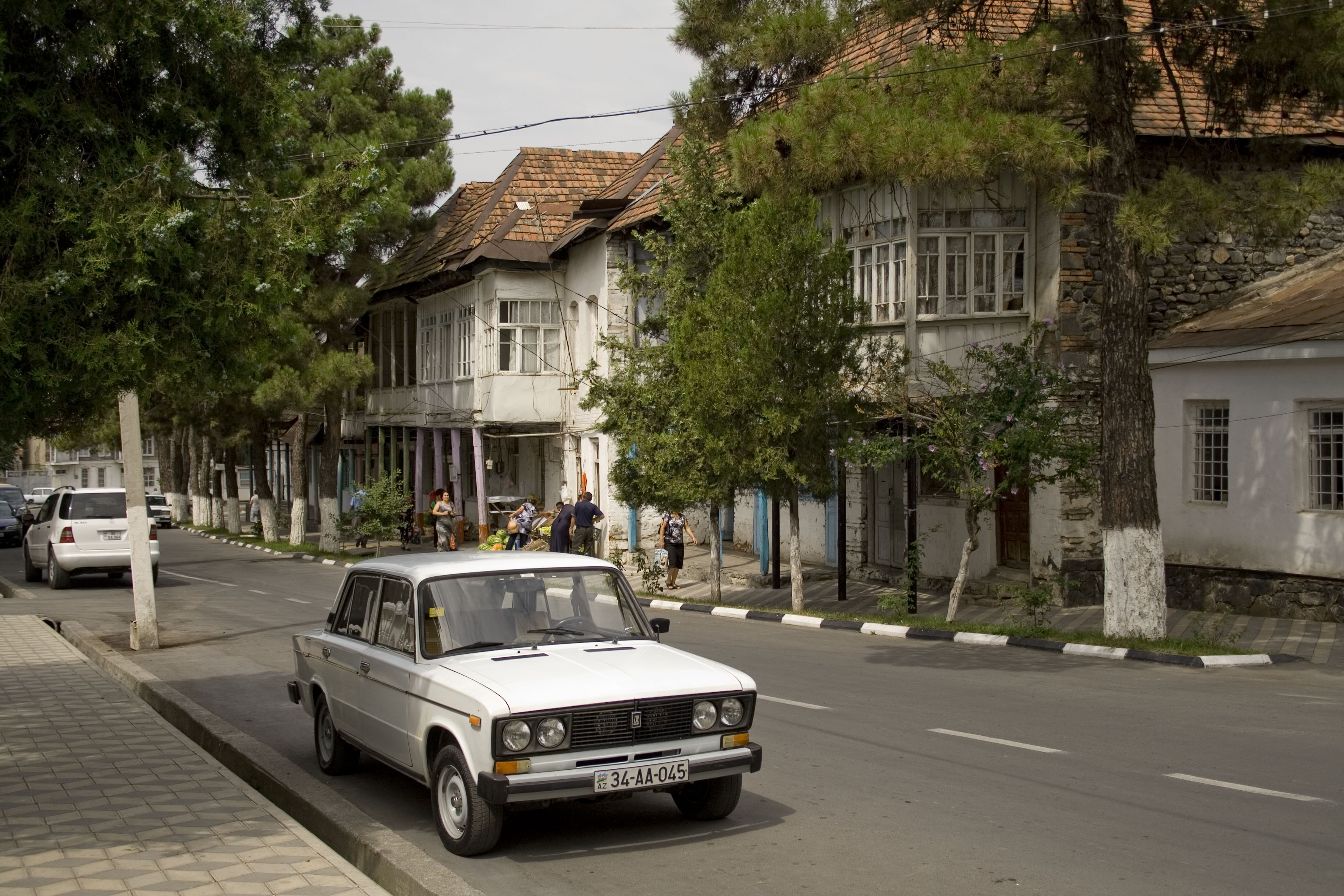
卡希

卡希是阿塞拜疆的城鎮，也是卡希區的首府，位於該國北部大高加索山脈南面，距離首都巴庫345公里，毗鄰與俄羅斯接壤的邊境，2008年人口12,750。

## 外部連結
- World Gazetteer: Azerbaijan – World-Gazetteer.com